# Paramysidia felix
Paramysidia felix är en insektsart som beskrevs av Broomfield 1985. Paramysidia felix ingår i släktet Paramysidia och familjen Derbidae. Inga underarter finns listade i Catalogue of Life.